# Деразки
Деразки (біл. вёска Дзяразкі) — село в складі Молодечненського району Мінської області, Білорусь. Село підпорядковане Холхлівській сільській раді, розташоване в західній частині області.

## Iсторія
У 1921–1945 роках село знаходилось у Польщі, у Вільнюській воєводствi, Вілейського повіту, c 1927 Молодечненського повіту гміні Гарадок.

## Населення
- 1921 рік - 42 люди, 4 будинки[1]
- 1921 рік - 67 люди, 10 будинки[2].
- 1931 рік - 60 люди, 11 будинки[3].